# 姫路市消防局
姫路市消防局（ひめじししょうぼうきょく）は、兵庫県姫路市の消防部局（消防本部）。

## 沿革
- 1948年3月7日　官設消防の兵庫県姫路消防署より、自治体消防として姫路市消防本部・姫路市消防署を設置し、1本部1署3出張所（飾磨・網干・白浜）体制で発足する。
- 1949年12月　姫路市消防本部を姫路市消防局に改称する。
- 1950年1月　飾磨出張所が飾磨消防署に、網干出張所が網干消防署に昇格し、3署体制となる。姫路市消防署を姫路消防署に改称する。延末出張所を新設する。
- 1950年7月　消防音楽隊が発足する。
- 1950年10月　救急業務を開始する。
- 1956年4月　夢前出張所を新設する。
- 1959年2月　広畑出張所を新設する。
- 1959年3月　御国野出張所を新設する。
- 1961年4月　豊富出張所を新設する。
- 1961年5月　延末出張所が新築移転し、手柄出張所に改称する。
- 1962年7月　姫路駅前出張所を新設する。
- 1967年1月　大的出張所を新設する。
- 1967年12月　夢前出張所を飾西出張所に改称する。
- 1967年12月　林田出張所を新設する。
- 1970年6月　救急自動車のサイレンを電子音に取り替える。
- 1974年3月　飾磨消防署を新築移転する。
- 1977年3月　飾東出張所を新設する。
- 1978年6月　網干消防署を新築移転する。
- 1979年3月　増位出張所を新設する。
- 1980年3月　白浜出張所を新築移転し、白浜分署に昇格する。
- 1980年4月　市役所の新築移転に伴い、消防局も市役所新庁舎に移転する。
- 1981年6月　姫路西消防署を設置し、4署体制となる。姫路消防署を姫路東消防署に改称する。
- 1982年3月　勝原出張所を新設する。
- 1986年11月　広畑出張所が広畑分署に昇格する。
- 1994年2月　高規格救急自動車の運用を開始する。（1998年12月、全隊に配備完了）
- 2004年7月　福井豪雨災害に緊急消防援助隊を派遣する。
- 2005年4月　JR福知山線脱線事故に応援出場する。
- 2006年3月27日　飾磨郡家島町・夢前町・神崎郡香寺町・宍粟郡安富町を編入合併する。
  - 夢前町・香寺町域の消防事務を中播消防事務組合に、安富町域の消防事務を宍粟市に委託する。
- 2007年4月　姫路市防災センターを新設する。姫路市防災センター内に消防局を移転する。
- 2007年4月　中播消防事務組合の解散に伴い、神崎郡市川町・福崎町・神河町の消防事務を受託する。中播消防事務組合庁舎を中播消防署とし、5署体制となる。
- 2007年4月　安富町域の消防事務委託を廃止し、安富町域を宍粟市消防本部より姫路市消防局の管轄とする。
- 2007年4月　香寺出張所を新設し、姫路駅前出張所・手柄出張所を廃止する。
- 2007年4月　消防課（現:消防・救急課）に本部直轄隊を発足し、指揮支援隊、本部救急隊、高度救助隊を設置する。
- 2011年3月　東北地方太平洋沖地震に伴う東日本大震災に緊急消防援助隊を派遣する。
- 2012年9月　アクリル工場の爆発火災の際に消火に当たっていた消防職員1名が殉職した。
- 2016年4月　熊本地震に緊急消防援助隊を派遣する。
- 2016年4月　本部指揮隊（直轄指揮）、東指揮隊（東指揮）が発足。
- 2017年4月　指揮隊1隊を増隊（西指揮隊）。3隊体制となる。
- 2018年3月　飾西出張所が旧庁舎横に新築移転。

## 組織
- 本部 - 総務課、警防課、救急課、予防課、情報指令課
- 消防署 - 庶務係、予防係、指揮第一係・第二係、警防第一係・第二係、救急第一係・第二係

## 消防車両
2024年(令和6年)4月1日現在
- 指揮隊車：3
- 指揮車：4
- タンク車：9（非常用:1）
- ST車：16（非常用:5）
- 梯子車：4
- 屈折梯子車：1
- 大型化学高所放水車：1
- 水槽車：1
- 化学車：3
- 救急車：21（非常用:5）
- 軽救急車：2

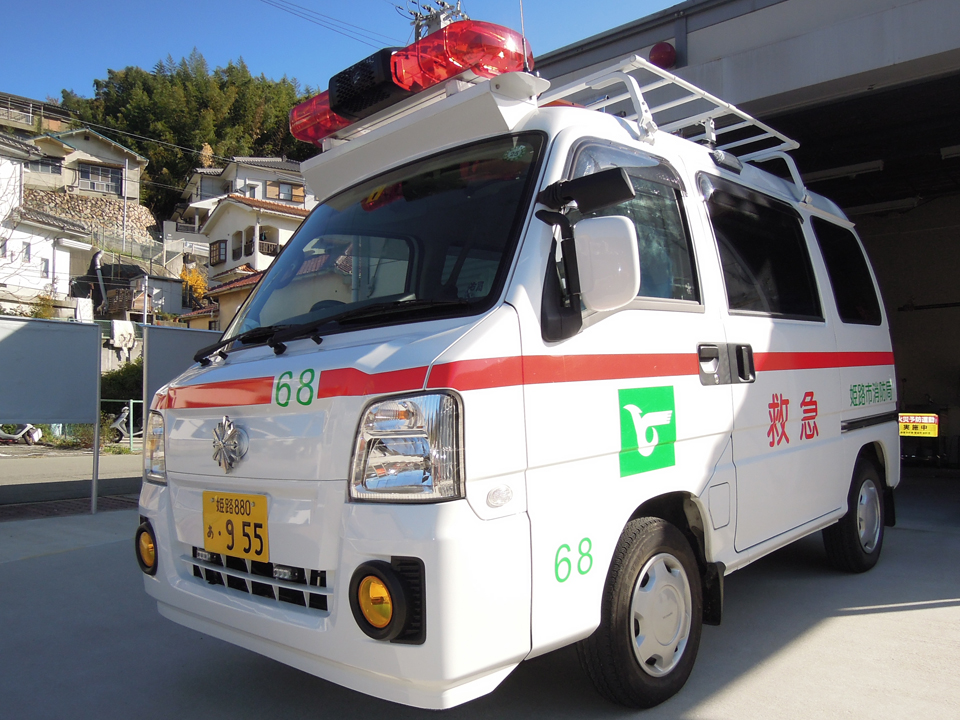
軽救急車（スバル・サンバー。スズキ・エブリイへ代替。廃車済み）

- 多目的車［軽救急車と同型車（スバル・サンバー）］：2
- 泡原液搬送車：1
- 救助工作車：3
- 水難救助車：1
- 消防艇：1
- 救急艇：1
- 資材搬送車：6
- 無線中継車：1
- 人員搬送車：1
- 緊急連絡車：2
- マイクロバス：1
- 連絡車：12
- 査察車：13
- 広報連絡車：7
- 原付自転車：4

## 消防署
| 消防署                             | 住所                    | 分署                                       | 出張所                                                                                   |
| ---------------------------------- | ----------------------- | ------------------------------------------ | ---------------------------------------------------------------------------------------- |
| 姫路東消防署                       | 本町68-68               | なし                                       | 御国野：御国野町国分寺65-1 豊富：豊富町御蔭1112 飾東：飾東町山崎608-4 増位：増位新町1-18 |
| 姫路西消防署                       | 西今宿3-7-20            | なし                                       | 飾西：飾西341 林田：林田町六九谷136-2                                                    |
| 飾磨消防署                         | 飾磨区中島1130-8        | 白浜：白浜町甲301-6 広畑：広畑区東新町2-30 | 大的：的形町的形1804-4 家島：家島町真浦2137-1 坊勢：家島町坊勢186                        |
| 網干消防署                         | 網干区大江島古川町74    | なし                                       | 勝原：勝原区宮田494-1                                                                    |
| 中播消防署 （旧:中播消防事務組合） | 神崎郡福崎町福崎新404-2 | なし                                       | 夢前：夢前町前之庄3719-6 香寺：香寺町香呂204-1 北部：神崎郡市川町沢98                    |

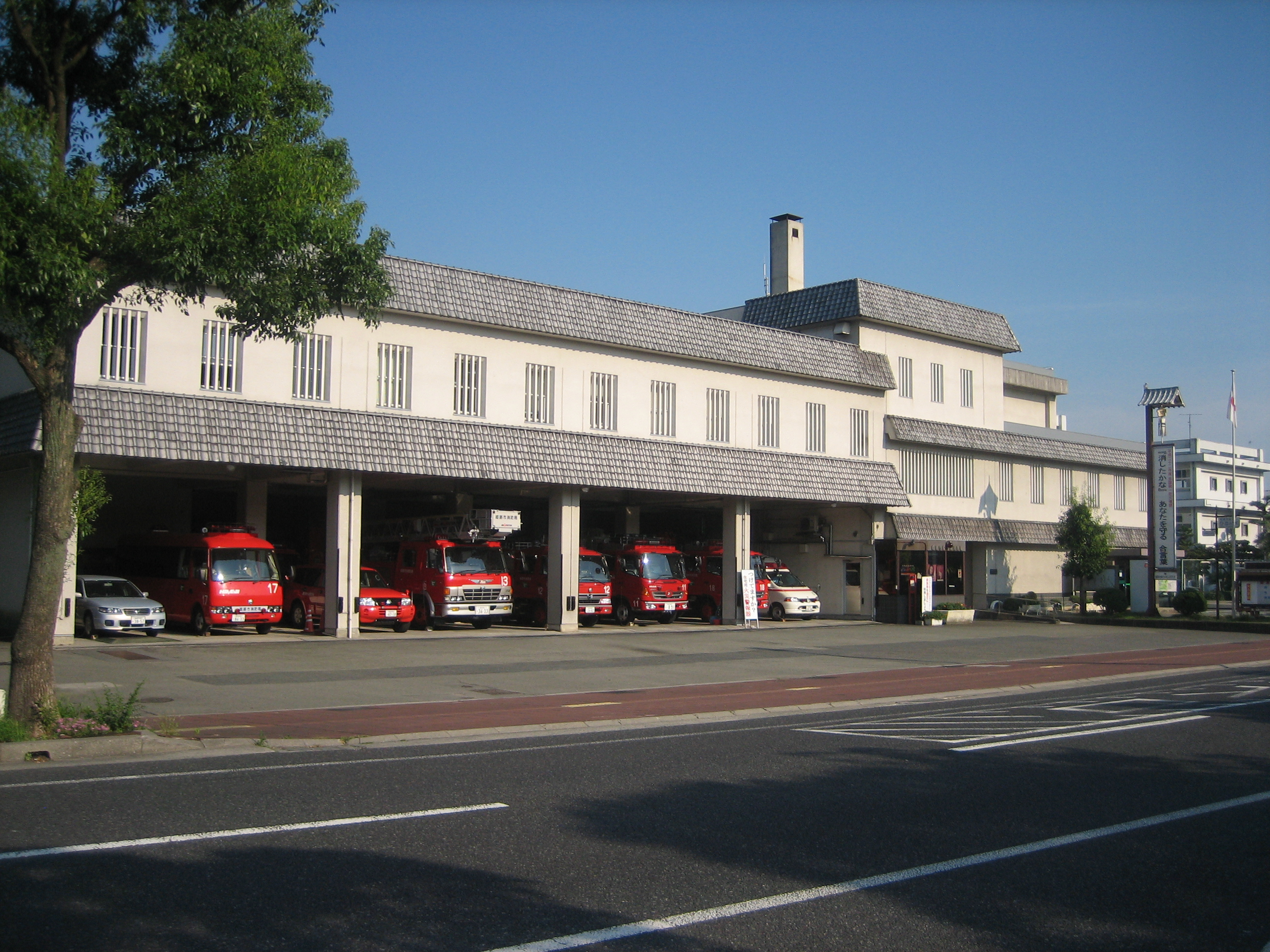
姫路東消防署
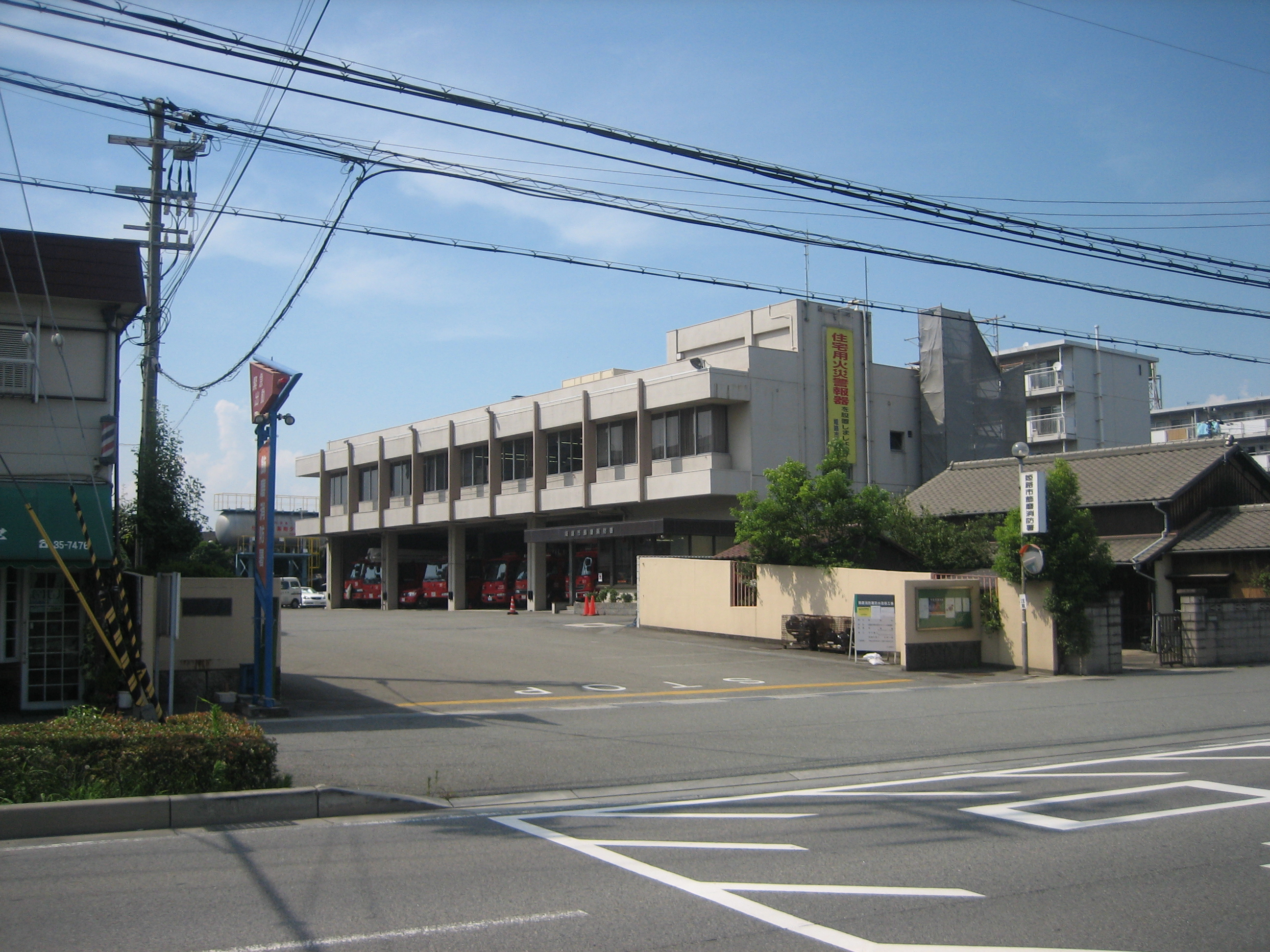
飾磨消防署
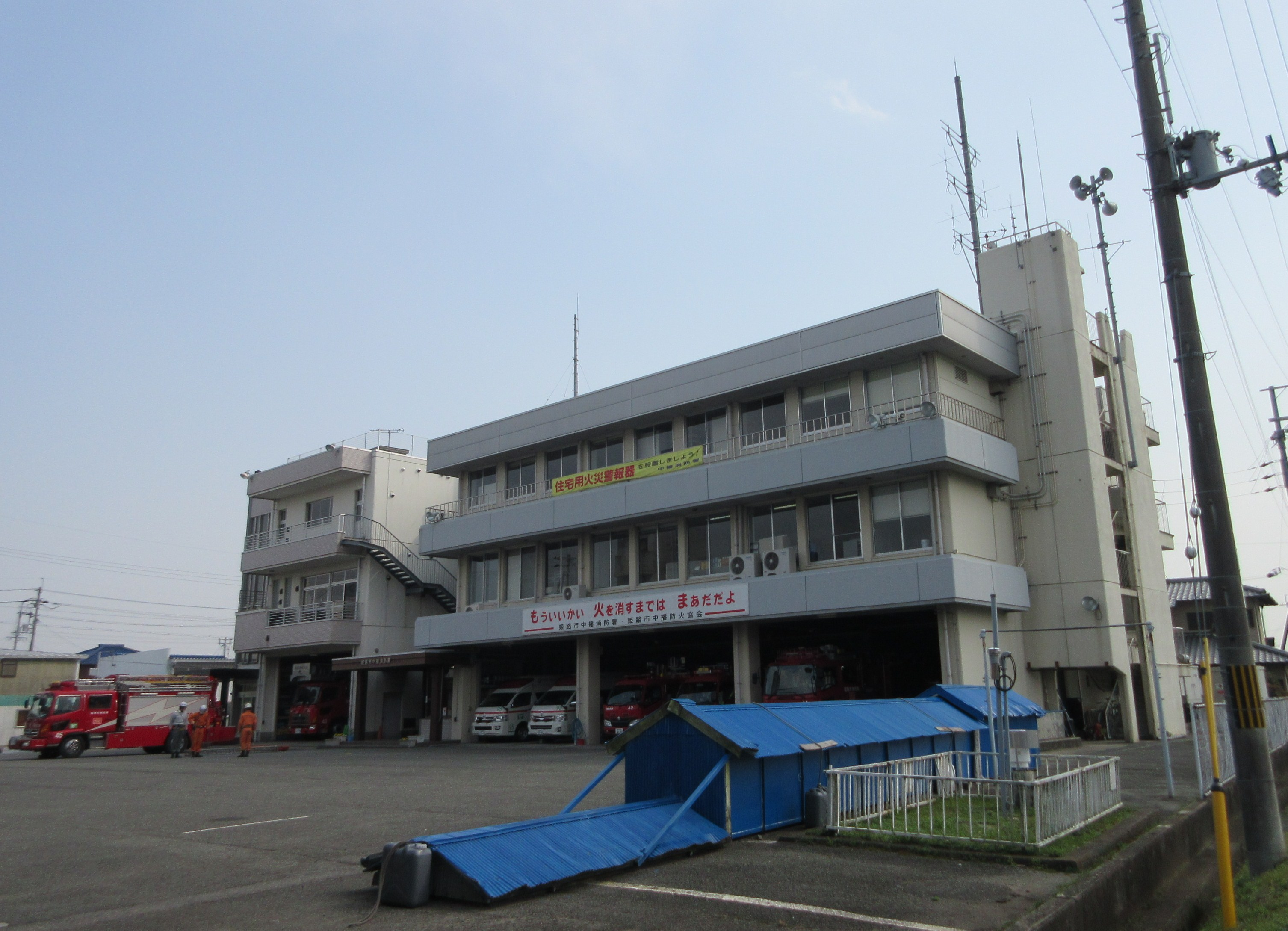
中播消防署（旧:中播消防事務組合）